# Aphrodisium gibbicolle
Aphrodisium gibbicolle är en skalbaggsart som först beskrevs av White 1853.  Aphrodisium gibbicolle ingår i släktet Aphrodisium och familjen långhorningar.
Artens utbredningsområde är:
- Bangladesh.
- Laos.
- Taiwan.

Inga underarter finns listade i Catalogue of Life.